# لورينز بيكر
لورينز بيكر (بالإنجليزية: Lorenz Becker)‏ هو سياسي أمريكي، ولد في 1889. حزبياً، نشط في الحزب الديمقراطي. وقد انتخب عضو جمعية ولاية ويسكونسن.